# Lipotriches sublucens
Lipotriches sublucens är en biart som först beskrevs av Cockerell 1939.  Lipotriches sublucens ingår i släktet Lipotriches och familjen vägbin. Inga underarter finns listade i Catalogue of Life.